# 全国高等学校選抜ボート大会
全国高等学校選抜ローイング大会（ぜんこくせんばつこうこうローイングたいかい）は、毎年3月に静岡県の天竜ボート場で開催される高等学校ローイング競技大会である。日本ローイング協会主催。文部科学省・総務省の「スポーツ拠点づくり推進事業」に承認されている。
全国高等学校総合体育大会（インターハイ）、国民スポーツ大会ローイング競技と並ぶ高校ボートにおける重要な大会として位置づけられている。

## 種目
- M4x+ 男子舵手つきクォドルプル
- W4x+ 女子舵手つきクォドルプル
- M2x  男子ダブルスカル
- W2x  女子ダブルスカル
- M1x  男子シングルスカル
- W1x  女子シングルスカル

※2001年に全種目スカル化が行われ、舵手つきフォアが舵手つきクォドルプルに変更。※ダブルスカルは1991年からの導入

## 歴史
- 1990年　第1回大会開催
- 1991年　種目「ダブルスカル」の導入
- 2001年　全種目スカル化
- 2007年　初の大会中止
- 2011年・2020年　大会中止
- 2021年 全日本ジュニア選手権廃止により当大会がジュニアオリンピックカップとなった
- 2024年　現大会名に変更

## エピソード
2007年（第18回大会）は準決勝以降の試合が中止になった。これは大雨により、天竜ボート場のある船明ダム湖の放水量が規定量を上回ったため。
2011年（第22回大会）は、東日本大震災、2020年（第31回大会）は、新型肺炎感染拡大の影響によりそれぞれ開催中止となった。